# Cessoy-en-Montois
Cessoy-en-Montois is een gemeente in het Franse departement Seine-et-Marne (regio Île-de-France) en telt 190 inwoners (1999). De plaats maakt deel uit van het arrondissement Provins.

## Geografie
De oppervlakte van Cessoy-en-Montois bedraagt 5,2 km², de bevolkingsdichtheid is 36,5 inwoners per km².
De onderstaande kaart toont de ligging van Cessoy-en-Montois met de belangrijkste infrastructuur en aangrenzende gemeenten.

## Demografie
Onderstaande figuur toont het verloop van het inwonertal (bron: INSEE-tellingen).